# Lencería de ocasión
Lencería de ocasión és una pel·lícula de curtmetratge espanyola dirigida per Teresa Marcos el 1999, i que va suposar un dels primers treballs cinematogràfics de l'actriu Ruth Núñez. Fou subvencionada per la Junta General del Principat d'Astúries i rodada a Oviedo, Torrelodones i Madrid.

## Argument
Des de sempre, Luisa es va sentir atreta pels pits de talla gran. Un dia, en entrar en una llenceria, la dependenta li porta a la memòria una altra dona, Marcela, que ve poblant de somnis sensuals i desencoratjadors tota la seva vida.

## Repartiment
- Ruth Núñez - Luisa
- Estrella Blanco - Marcela/Botiguera
- Isabel Friera - Tía
- Irene López - Luisa nena

## Nominacions i premis
Fou nominada al Goya al millor curtmetratge de ficció i va guanyar una menció especial al Festival de Màlaga i al Seattle Queer Film Festival.